# Josip Španjić
Josip (Joško) Španjić (2. ožujka 1966.), hrvatski nogometaš i trener. 
Igrao je u redovima splitskog Hajduka. U prvu je momčad postavljen 1984. godine. 1985. se istaknuo pogotkom protiv beogradske Crvene zvijezde. Pored Hajduka, igrao je u singapurskom klubu Balestier Khalsa FC, gdje je postao prvi stranac u povijesti singapurske reprezentacije (drugi je Boris Lučić). Poslije Singapura nastupa za Austriju iz Celovca, nakon čega se vratio u Hajduk, te zatim za Zadarkomerc, gdje tri sezone nastupa kao kapetan i dio je najuspješnije generacije u povijesti zadarskog nogometa, te sudjeluje u najvećem uspjehu kluba, osvajajući 6. mjestu u 1. HNL u sezoni 1997/1998. U Zadarkomercu i završava karijeru 1999. godine.
Na početku trenerske karijere, trenirao je nogometaše kninske Dinare i kliškog Uskoka. Nakon toga, 2002. godine, se vraća u Hajduk i trenira Hajdukove trofejne kadete, nakon toga i juniore, te zatim postaje pomoćni trener Anti Miši pred sezonu 2009/2010. U sljedeće dvije sezone asistira Ivici Kaliniću, Edoardu Reji, Stanku Poklepoviću i Goranu Vučeviću. U tom periodu samostalno vodi tri prvenstvene utakmice. Nakon toga se zakratko vraća u omladinsku školu gdje trenira juniore, potom radi kao pomoćni trener, a zatim i kao prvi trener stobrečkog Primorca. U srpnju 2013. preuzeo je NK Dugopolje, u kojem se zadržao do ožujka 2014.
U lipnju 2015. godine vraća se u Hajduk kao pomoćnik novoizabranog trenera Damira Burića. Na toj poziciji se zadržava do ljeta 2016. kada je Buriću uručen otkaz od strane novog predsjednika Ivana Kosa.
Potom je preuzeo mladu momčad Al Aina, kluba iz Ujedinjenih Arapskih Emirata, gdje se zadržao dvije sezone, do ljeta 2018. godine. Pritom je, nakon odlaska Zlatka Dalića s klupe Al Aina, nakratko preuzeo mjesto glavnog trenera kluba i ostvario gostujuću pobjedu u najvećem derbiju tamošnjeg nogomete, protiv Al Ahlija iz Dubaija rezultatom 2:1.
Nakon što je Damir Burić ponovno preuzeo prvu momčad Hajduka, Španjić je u srpnju 2019. postao njegov pomoćnik.
U karijeri je nastupio 206 puta za Hajduk, te je zabio 6 pogodaka. Kao igrač osvojio je 8 trofeja (tri prvenstva i superkupa Hrvatske te dva kupa Hrvatske). Kao trener osvojio je 5 trofeja (dva prvenstva Hrvatske u17 - 2004. i 2005., dva kupa Hrvatske u19 - 2006. i 2008., te kao pomoćni trener kup Hrvatske 2010.). Osim toga, bio je dio šampionske generacije koja je u sezoni 1994/1995 osigurala plasman u četvrtfinale Lige prvaka, te pomoćni trener Stanku Poklepoviću u sezoni 2010/2011. kada je osiguran plasman u Europa ligu.
2009. je bio športski direktor HNK Hajduk.
Statistika u Hajduku
| Natjecanje        | Nastupi | Zgoditci |
| ----------------- | ------- | -------- |
| Prvenstvo         | 108     | 3        |
| Kup               | 21      | 0        |
| Superkup          | 3       | 0        |
| Međunarodne       | 6       | 0        |
| Splitski podsavez | 00      | 0        |
| Ukupno            | 138     | 3        |
| Prijateljske      | 68      | 2        |
| Sveukupno         | 206     | 5        |

## Vanjske poveznice
- Joško Španjić - 1993./1994. - Hajduk - Statistike hrvatskog nogometa
- Transfermarkt
- Nogometni magazin  Arhivirana inačica izvorne stranice od 18. rujna 2008. (Wayback Machine) Dado Pršo apsolutni pobjednik 2003.
- Hajduk - profili svih igrača